# ロンドン・リンネ協会
ロンドン・リンネ協会 (ロンドン・リンネきょうかい、Linnean Society of London）は、イギリスのロンドンにある分類学・博物学の研究と普及を目的とした学術機関である。生物学的に重要な標本や原稿・文献のコレクションを所有しており、植物学・動物学に関わる学術誌を出版している。また本協会や分類学の歴史についてのレビュー誌である「The Linnean」の発行も行っている。本協会はまた、その分野での功績に対し、多くの権威あるメダルや賞の授与も行っている。

## 歴史

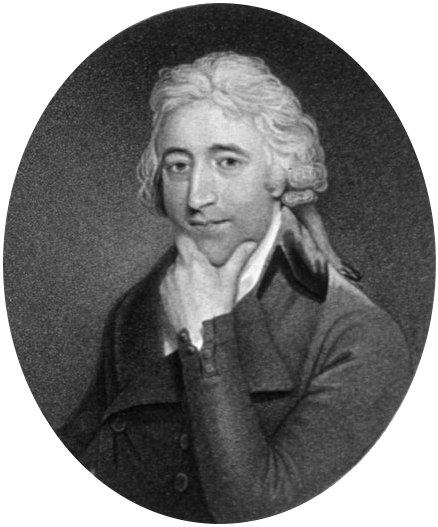
ジェームズ・エドワード・スミス

リンネ協会は、植物学者ジェームズ・エドワード・スミス (Sir James Edward Smith、1759-1828)によって1788年に設立された。協会名は、スウェーデンの博物学者カール・フォン・リンネ (Carl von Linné、1707-1778、叙爵前の名はカロルス・リンナエウス)に由来する。現存する世界で最も古い博物学の協会である。

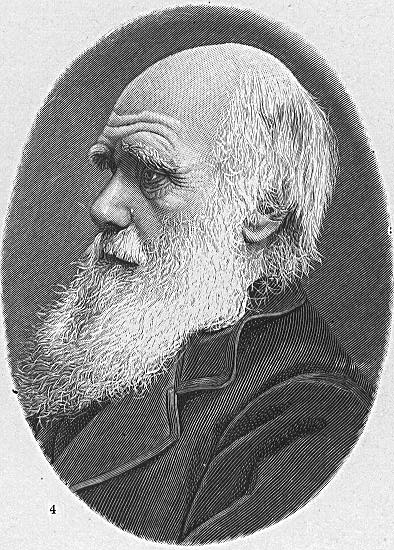
チャールズ・ダーウィン

著名な協会のフェローに、1854年からフェローであったチャールズ・ダーウィン (Charles Darwin)と、彼の子で1875年からフェローであったフランシス・ダーウィン (Francis Darwin)がいる。その他の著名なフェローには細胞核 (cell nucleus)の命名者で、ブラウン運動 (Brownian motion)を発見したイギリスの植物学者ロバート・ブラウンがおり、彼は1849年から1853年まで会長を務めた。
「自然選択説による進化論」は、1858年7月1日のリンネ協会の会合で初めて公表された。チャールズ・ダーウィンとアルフレッド・ラッセル・ウォレスの共同執筆による論文は、二人が出席できなかったため、ジョセフ・ダルトン・フッカーとチャールズ・ライエルにより発表された。 
初の女性会長はイギリスの植物学者アイリーン・マントン (Irene Manton、1904-1988、在職1973-1976)である。彼女は電子顕微鏡の生物学的利用の先駆けであり、彼女の研究により、細胞運動の多くのシステムの中心である鞭毛や繊毛の構造が明らかになった

。
2007年5月29日、リンネ協会で開催されたリンネ誕生300年記念行事において、日本の天皇明仁は基調講演「リンネと日本の分類学 －生誕300年を記念して－」を行った。

## 会員

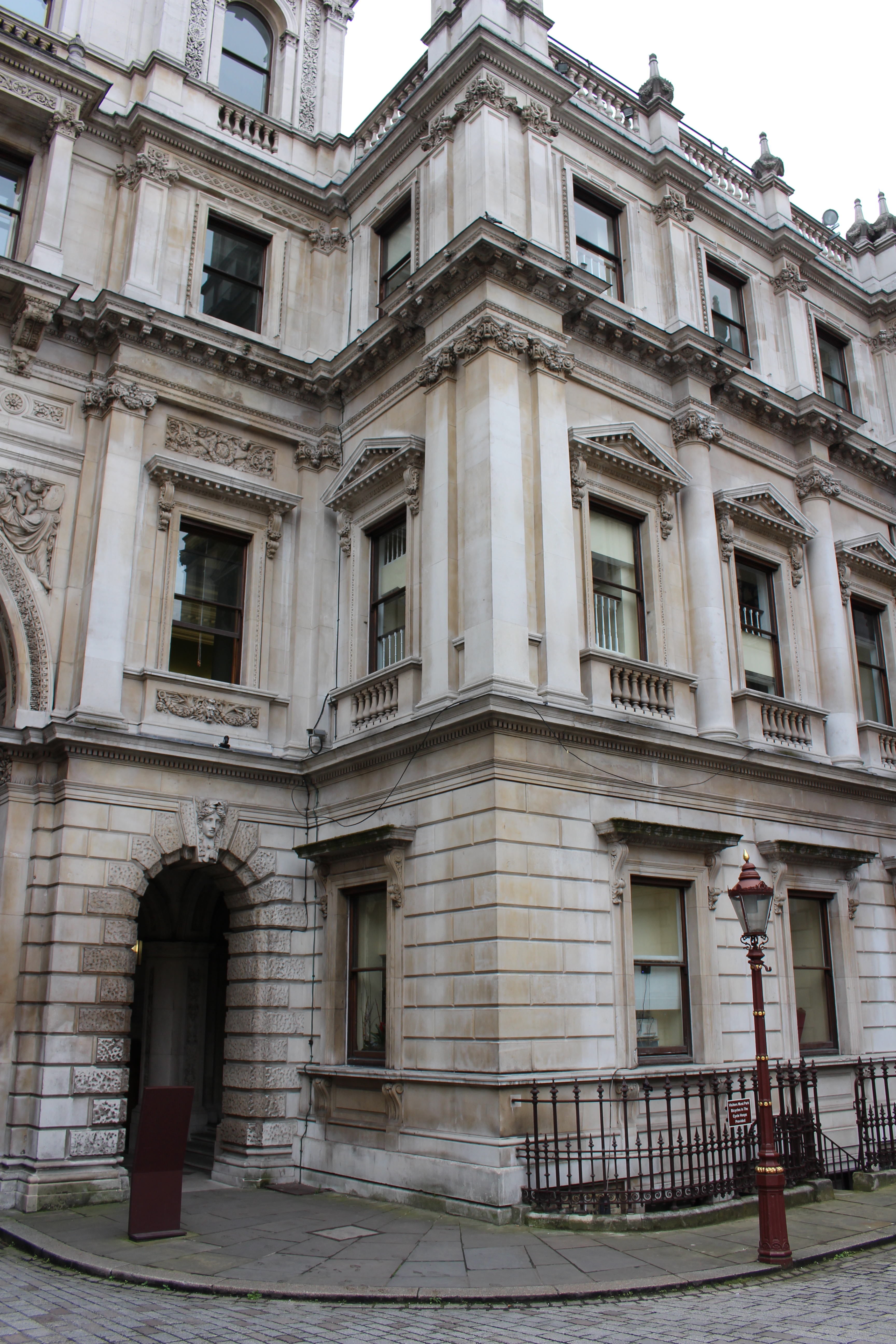
The Linnean Society of London

本協会はロンドン、ピカデリーにあるバーリントンハウス (Burlington House)に本部を置く。会員になるためには最低2名のフェローによる指名の後、投票によって選ばれる必要がある。本協会のフェローは名前の後に「FLS」のポスト・ノミナル・レターズをつけることができる。フェロー制はプロアマ問わず、博物学や周辺の専門分野に積極的な興味を持つ者に対して、広く門戸を開いている。

## 表彰

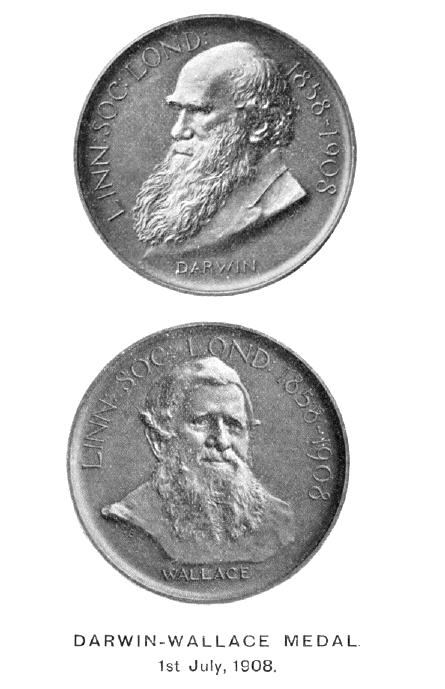

リンネ協会は、進化、分類、生物多様性、持続可能性を重点として、生物科学のあらゆる側面の研究を推進することを目的としている。協会は、表彰や補助金を通じて、これらの分野で優秀な実績を上げた人・団体を社会的に認め、奨励している。
下記のメダルと賞がリンネ協会により授与される。
- リンネ・メダル (Linnean Medal)

1888年創設、植物学者と動物学者が毎年交互に授与される。1958年以降は毎年それぞれ一人ずつ表彰されることが一般的になっている。
- ダーウィン＝ウォレス・メダル (Darwin–Wallace Medal)

1908年創設、進化生物学における大きな功績に対して授与される。
- H. H. ブルーマー賞 (H. H. Bloomer Award)

アマチュア博物学者であるハリー・ハワード・ブルーマー (Harry Howard Bloomer)の遺志により1963年に創設され、生物学に対して大きな貢献をしたアマチュア博物学者に対して表彰される。
- トレイル・クリスプ賞 (Trail-Crisp Award)

いずれも1910年創設のトレイル賞とクリスプ賞を合併して1966年に創設された。英国内で公開された生物学的顕微鏡使用法 (biological microscopy)に関する顕著な貢献に対して、不定期で表彰される。
- バイセンテナリーメダル (Bicentenary Medal)

1978年にリンネの没後200年を記念して創設された。40歳未満の者の業績に対して授与される。
- ジル・スミシーズ賞 (Jill Smythies Award)

1986年創設、植物のイラストに対して表彰される。
- リンネ・ゴールドメダル (Linnean Gold Medal)

リンネ協会最高の栄誉であり、協会への優れた貢献に対して授与される。1988年創設で2015年現在3名の受賞者がいる。
- アイリーン・マントン賞 (Irene Manton Prize)

1988年創設、一教育年度 (academic year、10月から9月まで)の中で最も優秀な植物学の論文を著した博士課程の学生に対して表彰される。
- リンネ・ターセンタナリーメダル (Linnean Tercentenary Medal)

カール・フォン・リンネの生誕300周年を記念して2007年に創設された。
- ジョン・C・マーズデンメダル (John C Marsden Medal)

2012年創設、その年のもっとも優れた生物学の博士論文に対して授与される。
- ジョン・スピーダン・ルイスメダル (John Spedan Lewis Medal)

2015年創設、特に英国内における鳥類学・昆虫学・園芸の分野で、環境保全に関して重要的かつ革新的な貢献をしている個人に対して、協会の記念会議で毎年授与される。

## コレクション

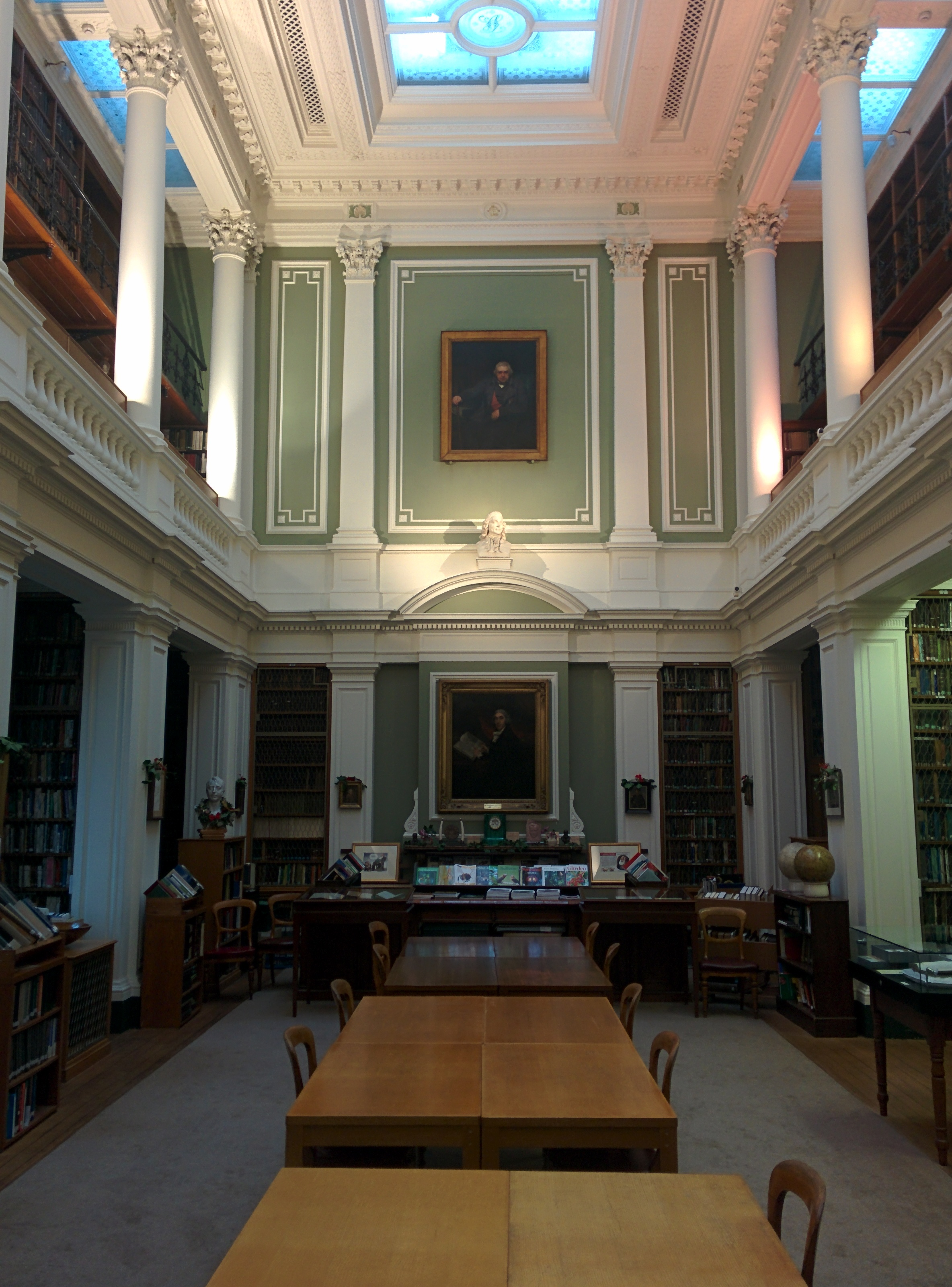
The library of the Linnean Society, Burlington House

カール・フォン・リンネの植物学及び動物学に関するコレクションは、リンネ協会の初代会長である、ジェームズ・エドワード・スミス (Sir James Edward Smith)によって1783年に購入され、現在はロンドンの本協会で保管されている。コレクションは、14,000の植物と158の魚類、3,198の昆虫類、1,600冊の本、3,000通の手紙、書類からなっており、予約を取ることで閲覧することができる。
スミス自身のコレクションもまた本協会で保管されている。これはリバプール国立美術館 (National Museums Liverpool)(英語版) の「スミス植物園事業」 (the Smith Herbarium Project) によりデータベース化されており、6,000の標本が洗浄・修復された。

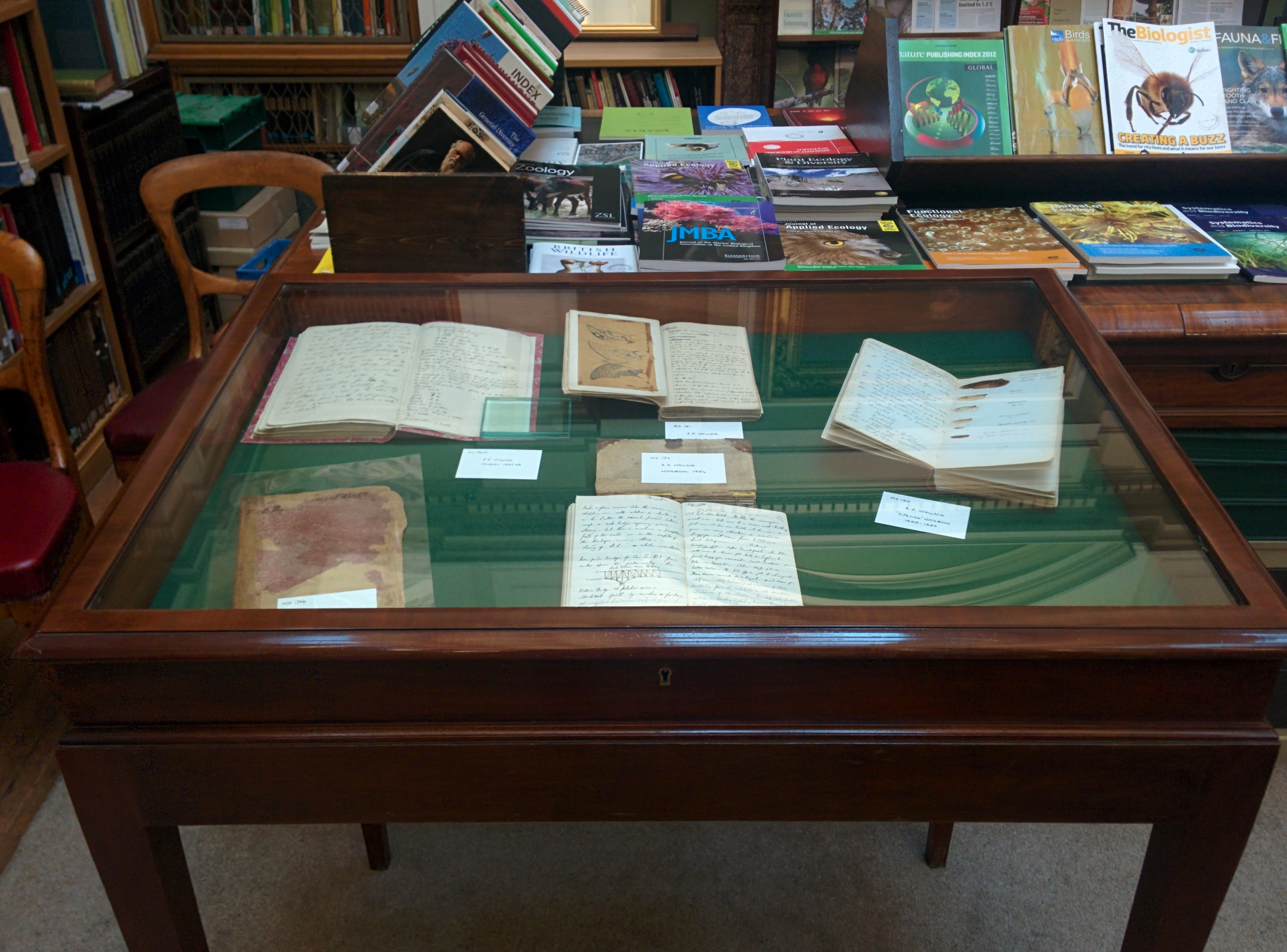
Alfred Russel Wallace notebooks

その他の注目すべきコレクションとして、アルフレッド・ラッセル・ウォレス (Alfred Russel Wallace、1823-1913) のノートや記録、フランシス・ブキャナン・ハミルトン (Francis Buchanan-Hamilton、1762-1829)(英語版)がネパールで書いた植物や動物の絵等がある。
2014年12月には、本協会のコレクションはイギリス芸術協議会 (Arts Council England)(英語版) により、国家的に重要なコレクションのリストに加えられた。

## 出版
リンネ協会が創刊し出版したジャーナルの中で、現代もまだ発行されているものとして下記のジャーナルがある。「the Biological Journal of the Linnean Society」(英語版)（全ての生物の進化生物学に焦点を当てている。）、「Botanical Journal of the Linnean Society」(英語版)（植物科学-plant sciencesに注目している。）、「Zoological Journal of the Linnean Society」(英語版) (動物の系統と進化に着目している。)。また「The Linnean」は半年ごとのニュースレターである。これは最近の活動やイベント、歴史・科学に関する記事、協会に関係する人々の伝記、あるいは書評・参考資料等を掲載している。協会はまた、書籍やフィールドガイドのシリーズである「Synopses of the British Fauna」も発行している。

## 会長
- 2018-  Sandra Knapp
- 2015-2018  Paul Brakefield
- 2012-2015  Dianne Edwards
- 2009–2012  Vaughan R. Southgate
- 2006–2009  David F. Cutler
- 2003–2006  Gordon McGregor Reid
- 2000-2003  Sir David Smith
- 1997–2000  Ghillean Prance
- 1994–1997  Brian Gardiner
- 1991–1994  John G. Hawkes
- 1988–1991  Michael Frederick Claridge
- 1985-1988  William Gilbert Chaloner
- 1982–1985  ロバート・ベリー
- 1979-1982  ウィリアム・トーマス・スターン
- 1976–1979  Humphry Greenwood
- 1973–1976  アイリーン・マントン
- 1970–1973  Alexander Cave
- 1967–1970  アーサー・ロイ・クラファム
- 1964–1967  Errol White
- 1961–1964  Thomas Maxwell Harris
- 1958–1961  Carl Pantin
- 1955-1958  Hugh Hamshaw Thomas
- 1952-1955  Robert Beresford Seymour Sewell
- 1949–1952  フェリックス・ユージン・フリッシュ
- 1946–1949  ギャヴィン・デ・ビーア
- 1943–1946  Arthur Disbrowe Cotton
- 1940–1943  Edward Stuart Russell
- 1937–1940  ジョン・ラムズボトム
- 1934–1937  William Thomas Calman
- 1931–1934  フレデリック・アーネスト・ワイス
- 1927–1931  Sidney Frederic Harmer
- 1923–1927  Alfred Barton Rendle
- 1919–1923  アーサー・スミス・ウッドワード
- 1916–1919  デーヴィッド・プレイン
- 1912–1916  エドワード・ポールトン
- 1908–1912  ダキンフィールド・ヘンリー・スコット
- 1904–1908  William Abbott Herdman
- 1900–1904  Sydney Howard Vines
- 1896–1900  アルベルト・ギュンター
- 1894–1896  Charles Baron Clarke
- 1890–1894  Charles Stewart
- 1886–1890  William Carruthers
- 1881–1886  ジョン・ラボック
- 1874–1881  George James Allman
- 1861–1874  ジョージ・ベンサム
- 1853–1861  Thomas Bell
- 1849–1853  ロバート・ブラウン
- 1837–1849  Edward Stanley
- 1833–1836  Edward St Maur, 11th Duke of Somerset
- 1828–1833  エドワード・スミス＝スタンリー (第13代ダービー伯爵)
- 1788–1828  ジェームズ・エドワード・スミス